# 보르네오문착
보르네오문착 또는 보르네오노랑문착(Muntiacus atherodes)은 문착의 일종이다. 다습한 보르네오섬의 숲에서 붉은문착과 함께 제한적으로 서식한다. 붉은문착과 비슷한 크기로 최근에 별도의 종으로 승격되었다. 털 색을 제외하고 두드러진 차이는 겨우 7cm 정도인 가지뿔로 붉은문착보다 조금 작다. 일부 지역에 국한하여 분포하는 유존종(遺存種, relict species)으로 아직 많은 연구가 이루어지지 않고 있다.